# GamesMaster
GamesMaster fue un programa de televisión británico en Channel 4 de 1992 a 1998, y fue el primer programa de televisión del Reino Unido dedicado a la computadora y los videojuegos.
GamesMaster comenzó cuando Jane Hewland, anteriormente London Weekend Television, quien había comenzado su propia productora Hewland International, se interesó en la pasión de su hijo por los videojuegos. Ella preparó un piloto para un programa que traduciría la emoción de los juegos cuando se juega en la televisión. Channel 4 se interesó en el concepto y lanzó la producción.